# Marco Domício Calvino (pretor em 80 a.C.)
Marco Domício Calvino (em latim: Marcus Domitius Calvinus; m. 79 a.C.), ou possivelmente Lúcio Domício Calvino, foi um político e general romano morto logo no início da Guerra Sertoriana.

## Carreira
Calvino era membro da gente plebeia Domícia e foi eleito pretor por volta de 80 a.C.. 
No ano seguinte (79 a.C.), foi nomeado governador proconsular da Hispânia Citerior e seu mandato coincidiu com o início da Guerra Sertoriana. Quinto Sertório, um adversário do ditador Sula, havia desembarcado na Hispânia Ulterior, onde derrotou o governador propretoriano, Lúcio Fufídio, que pediu ajuda a Calvino. Nesse ínterim, o Senado Romano decidiu que um comandante mais experiente era necessário para enfrentar Sertório e a decisão foi transformar a Hispânia Ulterior numa província consular para que Quinto Cecílio Metelo Pio pudesse ser nomeado seu governador com a missão de assumir o comando geral da guerra contra Sertório.
Foi nesta época que, com Metelo Pio ainda à caminho ou já instalado em sua nova província, que Calvino invadiu a Hispânia Ulterior, mas encontrou seu caminho bloqueado pelo legado Lúcio Hirtuleio, o questor de Sertório, que havia fortificado Consabura. Depois de pedir ajuda a Metelo Pio, Calvino acabou sendo obrigado a enfrentar Hirtuleio às margens do rio Anas. Calvino foi morto em combate e seu exército foi completamente derrotado.
Sem saber do desastre, Metelo Pio enviou um legado chamado Tório para ajudar Calvino, mas ele também foi derrotado, mas por Sertório. O substituto de Calvino como governador da Citerior foi Quinto Calídio.